# La Barra, Mexiko
La Barra är en ort i Mexiko.   Den ligger i kommunen Coyuca de Benítez och delstaten Guerrero, i den södra delen av landet, 290 km söder om huvudstaden Mexico City. La Barra ligger 11 meter över havet och antalet invånare är 907.
Terrängen runt La Barra är varierad. Havet är nära La Barra åt sydväst.  Närmaste större samhälle är Coyuca de Benítez, 7,1 km norr om La Barra. 